# Бутлеров Олександр Михайлович
Бу́тлеров Олекса́ндр Миха́йлович (нар. 3 (15) вересня 1828, Чистополь — 5 (17) серпня 1886, Бутлерівка) — російський хімік, основоположник теорії хімічної будови, яка лежить в основі сучасної органічної хімії, засновник школи хіміків-органіків, ректор Казанського університету.
Учень Миколи Зініна. У 1849 році закінчив Казанський університет і там же викладав у 1850—1868 роках. З 1857 — ординарний професор хімії в Казанському університеті; у 1860—1863 роках був ректором цього навчального закладу. З 1869 року — професор Петербурзького університету, з 1874 — ординарний академік Петербурзької академії наук. Наукова діяльність Бутлерова була спрямована на створення і утвердження теорії будови органічних сполук. За цією теорією властивості хімічні сполуки залежать від кількості і якості атомів, з яких складається молекула, від послідовності і характеру їхнього зв'язку та взаємного впливу. Бутлеров вважав, що кожній молекулі речовини відповідає певна будова, яку можна виразити за допомогою формули, де більш-менш точно відображені реальні зв'язки та розташування атомів у молекулі. Теорія Бутлерова пояснила явище ізомерії, дала можливість визначити будову органічних речовин і передбачити нові класи органічних сполук. Бутлеров отримав полімер формальдегіду (1859), синтезував уротропін (1860), вперше отримав штучну цукристу речовину (1861).
Він синтезував третинні спирти, передбачені його ж теорією, добув ізобутилен і відкрив реакцію його полімеризації.
В 1864—1866 роках опублікував підручник «Вступ до повного вивчення органічної хімії», в якому теорія хімічної будови була вперше поширена на всі класи органічних сполук.
У 1963 році на честь Бутлерова у Києві названо вулицю.
РАН вручає однойменну премію за видатні праці в області органічної хімії.